# Volšebnyj fonar'
Volšebnyj fonar' (Волшебный фонарь) è un film del 1976 diretto da Evgenij Ginzburg.

## Trama
Il film racconta la storia dello sviluppo dell'arte cinematografica.